# NK Strmec Bedenica
NK Strmec je nogometni klub iz Bedenice.
Natječe se u Premier ligi NS Zagrebačke županije. U klubu postoje i mlađe kategorije koje se natječu po svojim dobnim kategorijama. Godine 2012. prvi je put ušao u 3. HNL.